# District de Chhatrapati Sambhajinagar
Le district de Chhatrapati Sambhajinagar (en Marathi: औरंगाबाद जिल्हा) est un district de la Division d'Aurangabad du Maharashtra.

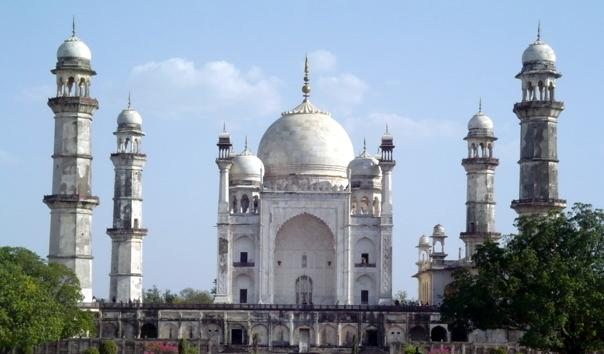
Le mausolée Bibi Ka Maqbara.

## Description
Il est bordé par Nasik à l'ouest, Jalgaon au nord, Jalna à l'est et Ahmadnagar au sud. 
Au recensement de 2011, sa population était de 3 701 282 habitants.
Son chef-lieu est la ville d'Aurangabad.